# Goniagnathus
Goniagnathus — рід цикадок із ряду клопів.

## Опис
Цикадки розміром 4—6 мм. Міцні, кремезні, злегка дорсовентрально сплощені, з широкою і короткою головою. Забарвлення темно-буре або сіре. У колишньому СРСР 10 видів.

## Систематика
У складі роду:
- Goniagnathus bolivari (Melichar, 1907)
- Goniagnathus brevis (Herrich-Schäffer, 1835)
- Goniagnathus caspianus Dlabola, 1961
- Goniagnathus decoratus (Haupt, 1917)
- Goniagnathus guttulinervis (Kirschbaum, 1868)
- Goniagnathus minor Kusnezov, 1928
- Goniagnathus palliatus (Lethierry, 1887)
- Goniagnathus rugulosus (Haupt, 1917) — Палеарктика
- Goniagnathus turkestanicus Kusnezov, 1929